# Гонсало Вільяр
Гонсало Вільяр (ісп. Gonzalo Villar, нар. 23 березня 1998, Мурсія) — іспанський футболіст, півзахисник італійської «Сампдорії» і національної збірної Іспанії.

## Клубна кар'єра
Народився 23 березня 1998 року в місті Мурсія. Вихованець юнацьких команд футбольних клубів «Ельче» та «Валенсія».
У дорослому футболі дебютував 2018 року виступами за команду «Ельче», в якій провів два сезони, взявши участь у 35 матчах чемпіонату. 
До складу клубу «Рома» приєднався на початку 2020 року. За два роки відіграв за «вовків» 42 матчі в національному чемпіонаті, після чого був відданий в оренду на батьківщину до «Хетафе», де провів першу половину 2022 року.
Влітку 2022 року також на умовах оренди приєднався до «Сампдорії».

## Виступи за збірні
У 2016 році дебютував у складі юнацької збірної Іспанії (U-19), загалом на юнацькому рівні взяв участь у 2 іграх.
З 2019 року залучався до складу молодіжної збірної Іспанії. На молодіжному рівні зіграв у 10 офіційних матчах і забив один гол.
У червні 2021 року дебютував в офіційних іграх за національну збірну Іспанії.

## Статистика виступів

### Статистика клубних виступів
Станом на 8 серпня 2022
| Сезон                         | Команда                       | Чемпіонат                     | Чемпіонат | Чемпіонат | Національний кубок | Національний кубок | Національний кубок | Континентальні кубки | Континентальні кубки | Континентальні кубки | Інші змагання | Інші змагання | Інші змагання | Усього | Усього |
| Сезон                         | Команда                       | Ліга                          | Ігор      | Голів     | Ліга               | Ігор               | Голів              | Ліга                 | Ігор                 | Голів                | Ліга          | Ігор          | Голів         | Ігор   | Голів  |
| ----------------------------- | ----------------------------- | ----------------------------- | --------- | --------- | ------------------ | ------------------ | ------------------ | -------------------- | -------------------- | -------------------- | ------------- | ------------- | ------------- | ------ | ------ |
| 2014–15                       | «Ельче Б»                     | СДБ                           | 3         | 0         | -                  | -                  | -                  | -                    | -                    | -                    | -             | -             | -             | 3      | 0      |
| 2015–16                       | «Валенсія Месталья»           | СДБ                           | 0         | 0         | -                  | -                  | -                  | -                    | -                    | -                    | -             | -             | -             | 0      | 0      |
| 2016–17                       | «Валенсія Месталья»           | СДБ                           | 1         | 0         | -                  | -                  | -                  | -                    | -                    | -                    | -             | -             | -             | 1      | 0      |
| 2017–18                       | «Валенсія Месталья»           | СДБ                           | 31        | 2         | -                  | -                  | -                  | -                    | -                    | -                    | -             | -             | -             | 31     | 2      |
| Усього за «Валенсія Месталья» | Усього за «Валенсія Месталья» | Усього за «Валенсія Месталья» | 32        | 2         |                    | -                  | -                  |                      | -                    | -                    |               | -             | -             | 32     | 2      |
| 2018–19                       | «Ельче»                       | СД                            | 15        | 0         | КІ                 | 2                  | 1                  | -                    | -                    | -                    | -             | -             | -             | 17     | 1      |
| 2019-січ. 2020                | «Ельче»                       | СД                            | 20        | 1         | КІ                 | 2                  | 0                  | -                    | -                    | -                    | -             | -             | -             | 22     | 1      |
| Усього за «Ельче»             | Усього за «Ельче»             | Усього за «Ельче»             | 35        | 1         |                    | 4                  | 1                  |                      | -                    | -                    |               | -             | -             | 39     | 2      |
| січ.-серп. 2020               | «Рома»                        | A                             | 9         | 0         | КІ                 | -                  | -                  | ЛЄ                   | 2                    | 0                    | -             | -             | -             | 11     | 0      |
| 2020–21                       | «Рома»                        | A                             | 33        | 0         | КІ                 | 1                  | 0                  | ЛЄ                   | 13                   | 0                    | -             | -             | -             | 47     | 0      |
| 2021-січ. 2022                | «Рома»                        | A                             | 0         | 0         | КІ                 | 0                  | 0                  | ЛК                   | 6                    | 0                    | -             | -             | -             | 6      | 0      |
| Усього за «Рому»              | Усього за «Рому»              | Усього за «Рому»              | 42        | 0         |                    | 1                  | 0                  |                      | 21                   | 0                    |               | -             | -             | 64     | 0      |
| січ.-черв. 2022               | «Хетафе»                      | ПД                            | 10        | 0         | КІ                 | -                  | -                  | -                    | -                    | -                    | -             | -             | -             | 10     | 0      |
| 2022–23                       | «Сампдорія»                   | A                             | 0         | 0         | КІ                 | 0                  | 0                  | -                    | -                    | -                    | -             | -             | -             | 0      | 0      |
| Усього за кар'єру             | Усього за кар'єру             | Усього за кар'єру             | 122       | 3         |                    | 5                  | 1                  |                      | 21                   | 0                    |               | -             | -             | 148    | 4      |

### Статистика виступів за збірну
Станом на 8 серпня 2022
| Дата     | Місто   | Господарі | Результат | Гості | Турнір           | Голи | Примітки |
| -------- | ------- | --------- | --------- | ----- | ---------------- | ---- | -------- |
| 8-6-2021 | Леганес | Іспанія   | 4 – 0     | Литва | товариський матч | -    | 74'      |
| Усього   |         | Матчів    | 1         |       | Голів            | 0    |          |

| Дата       | Місто             | Господарі          | Результат  | Гості              | Турнір                             | Голи | Примітки |
| ---------- | ----------------- | ------------------ | ---------- | ------------------ | ---------------------------------- | ---- | -------- |
| 10-10-2019 | Кордова (Іспанія) | Іспанія            | 1 – 1      | Німеччина          | Товариський матч                   | -    | 56'      |
| 15-10-2019 | Подгориця         | Чорногорія         | 0 – 2      | Іспанія            | Кваліфікація молодіжного Євро-2021 | -    | 58'      |
| 14-11-2019 | Алькоркон         | Іспанія            | 3 – 0      | Північна Македонія | Кваліфікація молодіжного Євро-2021 | -    | 46'      |
| 19-11-2019 | Рамат-Ган         | Ізраїль            | 1 – 1      | Іспанія            | Кваліфікація молодіжного Євро-2021 | -    | 46'      |
| 3-9-2020   | Скоп'є            | Північна Македонія | 0 – 1      | Іспанія            | Кваліфікація молодіжного Євро-2021 | -    | 55'      |
| 24-3-2021  | Марибор           | Словенія           | 0 – 3      | Іспанія            | Молодіжне Євро-2021 - 1-й етап     | 1    |          |
| 27-3-2021  | Марибор           | Італія             | 0 – 0      | Іспанія            | Молодіжне Євро-2021 - 1-й етап     | -    | 44' 56'  |
| 30-3-2021  | Целє (місто)      | Іспанія            | 2 – 0      | Чехія              | Молодіжне Євро-2021 - 1-й етап     | -    | 73'      |
| 31-5-2021  | Целє (місто)      | Іспанія            | 2 – 1 д.ч. | Хорватія           | Молодіжне Євро-2021 - чвертьфінал  | -    | 59'      |
| 2-6-2021   | Целє (місто)      | Іспанія            | 0 – 1      | Португалія         | Молодіжне Євро-2021 - півфінал     | -    | 82'      |
| Усього     |                   | Матчів             | 10         |                    | Голів                              | 1    |          |